# علي الشهري
 علي الشهري  لاعب كرة قدم سعودي معتزل يلعب في مركز الوسط في المحور ومثل فرق الاتفاق والاتحاد والقادسية, والمنتخب السعودي . وهو شقيق لاعب نادي النصر يحيى الشهري,

## روابط خارجية
- علي الشهري- Ali Al-Shahri